# Anselm Karl Elwert
Anselm Karl Elwert (* 18. Januar 1761 in Dornberg; † 17. Juni 1825 ebenda) war ein hessischer Landrat und Schriftsteller.

## Familie
Anselm Karl Elwert war der Sohn des Amtmanns im Amt Dornberg Ernst Elwert (1729–1791) und dessen Frau Marianne Johannette Juliane, geborene von Passern (1734–1764). Die Familie war evangelisch.
Anselm Karl Elwert heiratete Luise Rang (* in Worms; † 1820), Tochter des dortigen Apothekers Georg Melchior Rang. Aus der Ehe gingen hervor:
- Ernst Georg Wilhelm Elwert (1788–1863), Rat und Abgeordneter in den Landständen des Großherzogtums Hessen
- Adelheid Elwert (1793–1814)
- Emilie Elwert (1796–1806)
- Auguste Elwert (1800–1806)[2]

## Karriere
Anselm Karl Elwert studierte in Gießen und Göttingen und wurde 1784 Assessor im Amt Dornberg, das damals zur Landgrafschaft Hessen-Darmstadt gehörte. 1794 wurde er dort Amtsverweser und 1798 Amtmann. 1803 erhielt er den Titel „Regierungsrat“. In der Justiz- und Verwaltungsreform 1821 wurden die Ämter aufgehoben, Justiz und Verwaltung getrennt, die erstinstanzliche Rechtsprechung in Landgerichten, die Verwaltung in Landratsbezirken neu organisiert. Auch das Amt Dornberg wurde aufgehoben und hinsichtlich der Verwaltung durch den Landratsbezirk Dornberg ersetzt, dessen erster Landrat Anselm Karl Elwert wurde. Bei der großen Überschwemmung im Winter 1824/1825 zog er sich eine tödlich endende Krankheit zu.

## Ehrungen
- 1820 Großherzoglich Hessischer Ludwigsorden[6]

## Werke
Neben seiner Verwaltungstätigkeit wirkte er als Lexikograph und Schriftsteller:
- Ungedruckte Reste alten Gesangs, nebst Stücken neurer Dichtkunst. Krieger dem Jüngeren, Marburg 1784.
- Kleines Künstlerlexikon oder raisonnirendes Verzeichniß der vornehmsten Maler und Kupferstecher. Zum Behufe der Anfänger in der Kunst und Kunstliebhaberei herausgegeben. Krieger, Marburg 1785.
- Zahlreiche Beiträge in den Zeitschriften Meusel's Miscellaneen, dem Museum für Künstler und für Kunstliebhaber und dem Journal von und für Deutschland